# アットホーム・ダッド
『アットホーム・ダッド』は、2004年4月13日から6月29日まで毎週火曜日22:00 - 22:54に、関西テレビとメディアミックス・ジャパン（MMJ）の企画・制作により、フジテレビ系「火曜22時」枠で放送されたテレビドラマ。主演は阿部寛。
2004年9月28日にはスペシャルドラマ『アットホーム・ダッド スペシャル』が放送された。
突然リストラされたCMディレクターが夫婦逆転の生活になり、男が家事や子育てをする「主夫」に挑み奮闘する姿を描くホームドラマ。

## あらすじ
大手広告会社に勤めるCMディレクター・山村和之は、「男は仕事、女は家庭」という概念を持った典型的な亭主関白タイプ。妻の美紀と娘の理絵と幸せに暮らし、仕事も順調。ついに念願のマイホームを手に入れ、まさに順風満帆な時を迎えていた。
しかし突然、リストラされて失業してしまう。生活のため和之の仕事が見つかるまで、美紀が以前勤めていた出版社に復帰して働き、和之が主夫を担当することになる。和之は、女の仕事と馬鹿にしていた家事に戸惑いつつも、隣の家の専業主夫・杉尾優介に指南してもらう中、家族について改めて考えるようになっていく。

## キャスト

### 山村家
山村 和之（やまむら かずゆき）〈37〉
演 - 阿部寛
主人公。美紀の夫・理絵の父親。「男は仕事、女は家庭」という古風な考えの持ち主。大手広告会社のCMディレクターとして自信にあふれ手腕を振るって仕事をしている反面、主婦業は男がやることではないと馬鹿にしていたが、会社からリストラされ自分も主夫をする羽目になる。プライドが高く、自分は何でも出来ると思っていたが、家事の大変さを思い知らされ優介に助けを求める。娘のために甘いものが苦手なのにスイーツクラブに参加したり、お受験に意欲的になるなど基本的には「良いお父さん」である。口下手で素直に愛情を表現することができないが、主夫業を通して美紀の偉大さを痛感し、心から彼女を愛し、感謝している。最後は仕事より主夫業を選んだ。
山村 美紀（やまむら みき）〈29〉
演 - 篠原涼子
和之の妻・理絵の母親。結婚後、編集者を辞めて専業主婦になり、家事と子育てに専念していたが、和之がリストラされたことから同時期に元同僚に誘われていた新雑誌の創刊を手伝うため、以前勤めていた出版社に数年ぶりに復帰する。夫婦逆転の生活に迷い悩みながらも、仕事をする楽しさややりがいを取り戻していく。編集長の上田に認められ正社員になる。
山村 理絵（やまむら りえ）〈5〉
演 - 安藤咲良
和之と美紀の娘。おマセな性格で、嫌なことはハッキリと言うタイプの女の子。地頭が良く、それゆえ親に気を遣うこともあり、時に和之や美紀を驚かせる。6月8日生まれ。

### 杉尾家
杉尾 優介（すぎお ゆうすけ）〈34〉
演 - 宮迫博之（当時雨上がり決死隊）
笙子の夫・亮太の父親。専業主夫。デパートに勤めていたが、起業した笙子の方が収入が上になったため、主夫となり夫婦逆転の生活を選択する。あらゆる家事をテキパキとこなし、主婦仲間とも要領よく付き合うなど、パーフェクトな“主夫”業をこなしている。何かと助けを求めてくる和之に辟易しつつも、内心は主夫仲間ができてうれしいと思っている。和之と共にスーパーでパートを始めるが、和之が短期間で辞めて独りになってしまったため、自分もつられて辞めてしまう。一匹狼の気がある和之とは対照的に、独りを嫌う。二人目の子供を自宅で出産することになった時は、妻を思う気持ちからか病院での出産を勧めていた。出産数日前にぎっくり腰になってしまったが、無事に夫としての役割を果たす。自称・カリスマ専業主夫であり、スペシャル版では、自ら立ち上げたサイトで全国の主夫から相談を受けている。
杉尾 笙子（すぎお しょうこ）〈33〉
演 - 中島知子（当時オセロ）
優介の妻・亮太の母親。人材派遣会社の社長。収入は高く、既にデパートで務めていた頃の優介の倍の金額を稼いでいる。酒好きだが、妊娠したことで美紀からアルコールを止められることが多い。臨月でも会社へと向かう程の会社人間。毎日笑顔で妻のパンツを干せる優介を心から尊敬している。
杉尾 亮太（すぎお りょうた）〈5〉
演 - 吉川史樹
優介と笙子の息子。凡庸で、引っ込み思案な性格の男の子。しかし、やるときは意外にやる。8月15日生まれ。

### 岩崎家
岩崎 真理江（いわさき まりえ）〈38〉
演 - 川島なお美
翼の母親。ひかり幼稚園の保護者のボスで、自分が常に上に立たないと気が済まず、自分が常に正しいと思い込んでいる傲慢で協調性ゼロの性格。彼女に気に入られると、子供の幼稚園生活は安泰らしいが、逆に自分に刃向かった者には周囲も使って徹底的な制裁を加える。そのため、プライドの高い和之でさえも頭が上がらない。彼女の主催する「スイーツクラブ」は、ただケーキをつくって愚痴をこぼすだけの集まりだが、毎回彼女に一人当たり2～3千円の謝礼金を渡すのが常識となっている。夫はそんな真理江の傲慢な性格に愛想をつかし、他に女を作り別居中。しかし、世間体や息子の受験に不利なことから表向きには夫婦円満を装っており、離婚を渋っている。
岩崎 翼（いわさき つばさ）
演 - 國武大志
真理江の息子。イヤミな優等生坊ちゃんの典型。ただし真理江には優しい。

### その他の関係者
大沢 健児（おおさわ けんじ）〈24〉
演 - 永井大
スポーツクラブのインストラクター。恋人である冴子には、頭が上がらない。幼稚園のお母様方の怖さを知らないため、交際を隠している冴子に不満を抱いている。和之と優介も、彼の勤めるスポーツクラブに通っているが、彼らは事あるごとに「退会」をほのめかしており、毎回それを止めるのに必死である。
倉本 冴子（くらもと さえこ）〈22〉
演 - 滝沢沙織
ひかり幼稚園教員。恋人である健児は奥様方のアイドルであるので、仕事に支障をきたさないために交際を隠している。二人が会うのは多くが冴子の家であるため、幼稚園の教材作りを健児に手伝わせている。
上田 聡（うえだ さとし）〈35〉
演 - 中村繁之
ウインザー出版編集長。美紀の上司。
麻生 光江（あそう みつえ）〈62〉
演 - 藤田弓子
美紀の母親。如何なる事情でも和之が主夫をしていく事に反対している。歌舞伎を観に行くことが生き甲斐。夫には無関心。
美紀の父親
演 - 深水三章
長沢局長
演 - 須永慶（第1話）
大手広告会社に勤務していた和之にリストラを宣告する。
予防接種をする医者
演 - 尾美としのり（第11話）
越川 佳恵（こしかわ よしえ）
演 - 野際陽子（スペシャル）
越川助産院助産婦。厳しくもやさしくもある昔ながらの助産師さん。自宅出産する妻よりも慌てふためく優介に一抹の不安を感じていた。

## スタッフ
- 脚本：尾崎将也、旺季志ずか
- 演出：三宅喜重（関西テレビ）、塚本連平（MMJ）、二宮浩行（MMJ）
- 音楽：仲西匡
- 主題歌：Jackson vibe「朝焼けの旅路」（UNLIMITED RECORDS）
- 挿入歌
  - 連続ドラマ・スペシャル：Fayray「愛しても愛し足りない」（R&C Japan Ltd.）
  - スペシャル：Fayray「feel」（R and C Ltd.）
- 美術プロデューサー：村上輝彦
- 広報：金谷卓也（関西テレビ）
- 編成企画：濱星彦（関西テレビ）
- プロデューサー：安藤和久（関西テレビ）、東城祐司（MMJ）、伊藤達哉（MMJ）
- 制作：関西テレビ、MMJ

## 放送日程

### 連続ドラマ
| 各話                                                       | 放送日        | サブタイトル                | 脚本                | 演出     | 視聴率 |
| ---------------------------------------------------------- | ------------- | --------------------------- | ------------------- | -------- | ------ |
| 第1話                                                      | 2004年4月13日 | 男子厨房に入る 専業主夫誕生 | 尾崎将也            | 塚本連平 | 17.2%  |
| 第2話                                                      | 2004年4月20日 | 主夫は一日にして成らず      | 尾崎将也            | 塚本連平 | 17.4%  |
| 第3話                                                      | 2004年4月27日 | 主夫の心 妻知らず           | 旺季志ずか          | 二宮浩行 | 15.7%  |
| 第4話                                                      | 2004年5月 4日 | 老いては主夫に従え          | 尾崎将也            | 二宮浩行 | 14.2%  |
| 第5話                                                      | 2004年5月11日 | 産みの母より育ての主夫      | 旺季志ずか          | 三宅喜重 | 15.9%  |
| 第6話                                                      | 2004年5月18日 | 苦しいときの主夫頼み        | 尾崎将也            | 塚本連平 | 18.1%  |
| 第7話                                                      | 2004年5月25日 | 出る主夫は打たれる          | 尾崎将也            | 三宅喜重 | 16.8%  |
| 第8話                                                      | 2004年6月 1日 | 主夫老い易く 学成り難し     | 尾崎将也            | 二宮浩行 | 14.6%  |
| 第9話                                                      | 2004年6月 8日 | 金の切れ目が主夫の切れ目    | 尾崎将也 旺季志ずか | 塚本連平 | 17.7%  |
| 第10話                                                     | 2004年6月15日 | 主夫に暇なし                | 尾崎将也            | 三宅喜重 | 19.1%  |
| 第11話                                                     | 2004年6月22日 | 良薬 主夫に苦し             | 尾崎将也            | 塚本連平 | 18.1%  |
| 最終話                                                     | 2004年6月29日 | 立つ主夫、後を濁す          | 尾崎将也            | 塚本連平 | 19.1%  |
| 平均視聴率 16.9%（視聴率は関東地区・ビデオリサーチ社調べ） |               |                             |                     |          |        |

- 初回は22時10分 - 23時14分の10分拡大放送。
- 最終回は22時30分 - 23時39分の15分拡大放送。

### スペシャルドラマ
| 放送日        | サブタイトル                            | 脚本     | 演出     | 視聴率 |
| ------------- | --------------------------------------- | -------- | -------- | ------ |
| 2004年9月28日 | 働けど、働けど、主夫の暮らし楽にならず… | 尾崎将也 | 三宅喜重 | 17.7%  |

## 受賞
- 第22回ATP賞テレビグランプリ ドラマ部門 優秀賞[1]

## 関連商品
DVD
- アットホーム・ダッド DVD-BOX（2004年9月1日発売、ポニーキャニオン）
- アットホーム・ダッド スペシャル DVD（2004年12月15日発売、ポニーキャニオン）

サウンドトラック
- アットホーム・ダッド オリジナル・サウンドトラック（2004年12月15日発売、ポニーキャニオン）

## エピソード
- 山村家の夫婦逆転により、第1話と第2話以降ではオープニングのタイトルバックが異なっている。
- 永井大演じる大沢健児と滝沢沙織演じる倉本冴子はのちに結ばれ、ドラマ『鬼嫁日記』（2005年）にも夫婦役で出演している（本作の脚本・尾崎将也が同作でも脚本を手がけており、同じ住宅地がロケ地となっている）。
- 宮迫博之が演じた杉尾のエプロンは、後に宮迫本人に受け渡され、youtube｢宮迫ですッ!｣チャンネルにて実際に料理企画の際に利用されている。

### ロケ地
- マークスプリングス（神奈川県横浜市瀬谷区、オリックス・リアルエステート）
- カルフール南町田・幕張（東京都町田市・千葉県千葉市、カルフールジャパン）
- 町田市光幼稚園（東京都町田市）